# Daite Hold on Me!
Daite Hold on Me! (抱いてHOLD ON ME!) è un brano musicale del gruppo femminile giapponese Morning Musume, pubblicato nel 1998 come singolo estratto dall'album Second Morning.

## Tracce
1. Daite Hold on Me! (抱いてHOLD ON ME!) – 4:26
2. Tatoeba (例えば) – 4:07
3. Daite Hold on Me! (Instrumental) – 4:22